# Komenského lípa (Brno)
Komenského lípa v Brně byl pamětní strom zasazený k příležitosti výročí 300 let narození Jana Amose Komenského.

## Historie
Lípa byla vysazena na dvoře školy na Mojmírově náměstí (č. 10) 28. března 1892 u příležitosti 300 let narození Jana Amose Komenského. Zároveň došlo k odhalení pamětní desky, která je dnes umístěna v objektu základní školy Košinova 22. Lípa již neexistuje, kdy a z jakých důvodů byla odstraněna ale není známo.

## Památné a významné stromy v okolí
- Mendelův jinan
- Platan u svaté Anny
- Školní platan
- Babyka na Mahenově stráni
- Dub u sportovní haly
- Královopolský buk (červenolistý)